# Javier Delgado Barrio
Francisco Javier Delgado Barrio (Barbastro, Osca, 21 d'octubre de 1932) és un jurista espanyol que va ocupar la presidència del Tribunal Suprem i del Consell General del Poder Judicial entre 1996 i 2001 i va ser Magistrat del Tribunal Constitucional entre 2001 i 2012.
És especialista en la jurisdicció contenciós-administrativa. De caràcter dialogant, va aconseguir ser triat per unanimitat president del Consell General del Poder Judicial i del Tribunal Suprem. D'esperit conservador, va considerar prioritari enfortir la independència del Poder Judicial, agilitar el funcionament de l'Administració de Justícia i es va mostrar preocupat enfront de l'augment de la discrecionalitat del govern per raons de seguretat pública.
Finalitzat el seu mandat, el 7 de novembre de 2001 va ser substituït en les presidències del Tribunal Suprem i del Consell pel també conservador magistrat Francisco José Hernando. Va ser nomenat magistrat del Tribunal Constitucional el 6 de novembre de 2001, destinació que ja havia ocupat entre 1995 i 1996 pel Congrés dels Diputats a proposta del Partit Popular. A pesar que el període de nou anys pel qual va ser designat va finalitzar en 2010, va continuar en el càrrec fins a 2012, fins que va haver-hi acord entre el Partit Popular i el Partit Socialista al Congrés per renovar el Constitucional.

## Obres publicades
- El control de la discrecionalidad del planeamiento urbanístico. Editorial Cívitas. Madrid, 1993 – ISBN 84-470-0181-4.
- La protección jurídica del ciudadano, procedimiento administrativo y garantía jurisdiccional. v. 2. La jurisdicción contencioso-administrativa. El principio de efectividad de la tutela judicial en la jurisprudencia contencioso-administrativa. Editorial Cívitas. Madrid, 1993 – ISBN 84-470-0280-2, págs. 1187 a 1224.
- La reforma del proceso penal. El principio de oportunidad en el Procesal Penal: aplicación de la doctrina de los conceptos jurídicos indeterminados. Ministerio de Justicia, Centro de Publicaciones. Madrid, 1989 – ISBN 84-7787-069-1, págs. 309 a 319.